# The Gown of Destiny

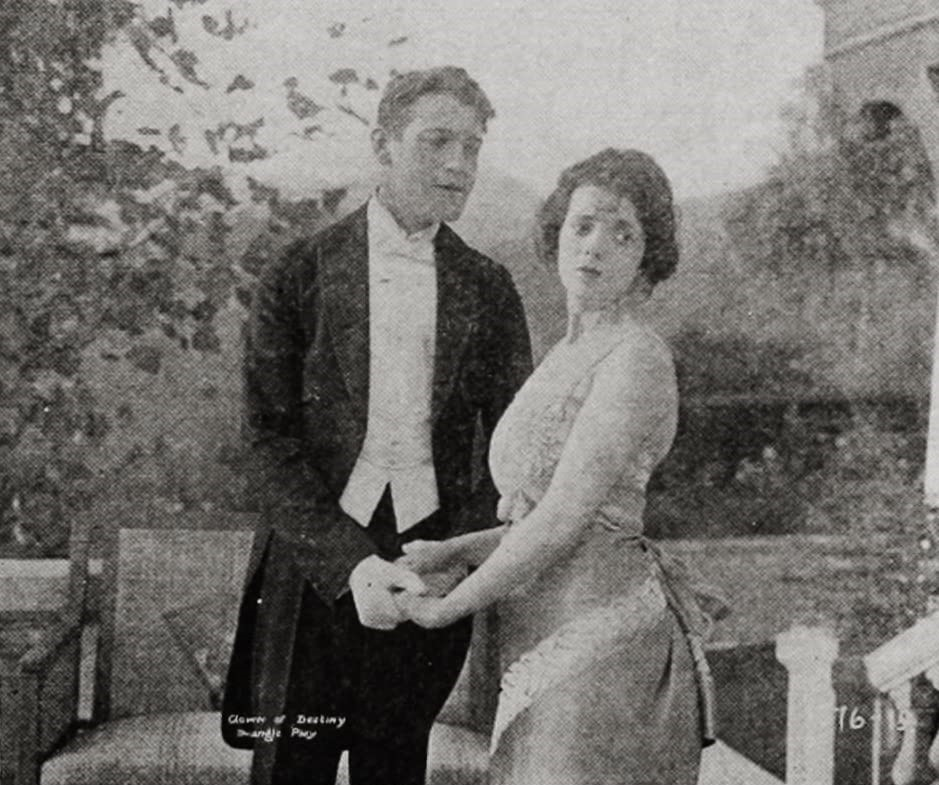
Capture d'une scène du film

Pour plus de détails, voir Fiche technique et Distribution.
The Gown of Destiny est un film muet américain réalisé par Lynn Reynolds et sorti en 1917.

## Synopsis
Réformé parce qu'il est trop petit, le couturier français André Leriche décide de dessiner une robe qui aidera son pays. Son employeur, Madame Felice, vend la robe à Mme Mortimer Reyton, une femme qui est délaissée par son mari. La robe la transforme au point que, en honneur de leur anniversaire de mariage, Reyton achète trois ambulances pour la France. Mme Reyton envoie la robe à sa cousine Natalie. Le vêtement pousse Neil Cunningham, un Anglais, à retourner dans son pays pour s'engager dans l'armée pour gagner l'amour de Natalie. En France, Neil devient un héros et, lors d'une attaque contre les Allemands, sauve le père d'André, le maire de la ville.

## Fiche technique
- Titre original : The Gown of Destiny
- Réalisation : Lynn Reynolds
- Scénario : Lynn Reynolds, d'après la nouvelle Each According to His Gifts de Earl Derr Biggers
- Photographie : John W. Brown, William A. Reinhart
- Producteur : Thomas H. Ince
- Société de production : Triangle Film Corp.
- Société de distribution : Triangle Distributing Corp.
- Pays d’origine :  États-Unis
- Langue : film muet avec les intertitres en anglais
- Métrage : 1 500 m  5 bobines
- Format : Noir et blanc — 35 mm — 1,33:1 — Muet
- Genre : Film dramatique,  Film de guerre
- Durée : 50 minutes
- Date de sortie : 
  - États-Unis : 30 décembre 1917

## Distribution
- Alma Rubens : Natalie Drew
- Herrera Tejedde : André Leriche
- Allan Sears (en) : Neil Cunningham
- Lillian West : Mme Reyton
- J. Barney Sherry : M. Reyton
- Pietro Buzzi : Lucien Leriche
- Frederick Vroom : Sir John Cunningham
- Bliss Chevalier : Mme Felice
- Kathleen Emerson
- Dorothy Marshall
- Gino Corrado : Employé à l'Ambassade de France